# Kiiti Morita
Kiiti Morita (jap. 森田紀一 Morita Ki'ichi; ur. 11 lutego 1915 w Hamamatsu – zm. 4 sierpnia 1995 w Tokio) – japoński matematyk specjalizujący się głównie w algebrze i topologii.

## Wyjaśnienie pisowni imienia
Imię tego matematyka było zapisywane za jego życia według dawnej transkrypcji w postaci: Kiiti. Z biegiem lat przyjęto nowszy, bliższy wymowie, zapis Kiichi. W materiałach dotyczących jego osoby i prac, imię jest podawane w obu tych wersjach. Obecny zapis transkrypcyjny powinien być: Ki'ichi.